# كيو يوان
كيو يوان ((بالصينية: 屈原; البينيين: Qū Yuán)) (278-340 قبل الميلاد) (Qu Yuan) هو شاعر صيني عاش خلال حقبة الممالك المتحاربة في الصين القديمة. واشتهر بإسهاماته التي قدمها في المجموعة الشعرية التي تُعرف باسم Chu-ci (وتُسمَّى أيضًا بـأغاني الجنوب أو أغاني شو). وتُعتَبر كل من Chuci وShi Jing (كتاب الأغاني) أعظم مجموعتين شعريتين في الـشعر الصيني القديم.
لا تتوافر سوى القليل من التفصيلات التاريخية عن حياة كيو يوان، ولكن تم مناقشة تأليفه لكثير من قصائد Chu-ci بالتفصيل. وبالرغم من ذلك، يشتهر جيدًا بكتابة لي ساو (Li Sao)، وهي أكثر قصائد Chu-ci شهرةً، وربما أيضًا العديد من القصائد الأخرى في تلك المجموعة. وتظهر أولى الإشارات المعروفة إلى كيو يوان في قصيدة كتبها جيا يي (Jia Yi) في عام 174 قبل الميلاد، وهو مسؤول من لويانغ افترى عليه بعض المسؤولين الحاقدين فنفاه وين إبراطور هان إلى تشانجشا. وأثناء سفره، كتب قصيدة يصف فيها المصير المشابه الذي لاقاه «كيو يوان» من قبله. وبعد ثمانين عامًا، ظهرت أول سيرة ذاتية معروفة عن حياة كيو يوان في تسجيلات المؤرخ العظيم لـسيما كيان، مؤرخ مملكة هان، بالرغم من احتوائها على عدد من التفصيلات المتناقضة.

## سيرة كيو يوان التقليدية
تُعد سيرة كيو يوان الذاتية التي ألفها سيما كيان هي المصدر المعروف للحصول على معلومات عن حياة كيو، على الرغم من أنها غير مباشرة وربما تكون متأثرة كثيرًا بمعرفة سيما بكيو. كتب سيما أن كيو ينحدر من فرع لعشيرة شو الملكية وعمل كمسؤول لدى هواي ملك شو (حكم في فترة 289-328 قبل الميلاد). ويقال إن كيو كان يؤيد سياسة التحالف مع الممالك الأخرى في تلك الفترة ضد دولة كين المهيمنة، والتي هددت بالسيطرة عليهم جميعًا. ولكن، كان الملك قد وقع تحت تأثير وزراء آخرين حاقدين افتروا على كيو يوان ونفوا مستشاري الملك الذين كانوا مخلصين له جدًا. ويُقال أن كيو عاد أولاً إلى المدينة التي ولِدَ بها. وفي منفاه، قضى كيو الكثير من وقته يجمع الأساطير ويعيد ترتيب القصائد الغنائية الشعبية أثناء سفره في الريف، فأنتج أعمالاً من بين أعظم الأعمال الشعرية في الأدب الصيني مُعبرًا عن حبه المتقد لبلاده واهتمامه الكبير بمستقبلها.
تقول الأساطير بأن الأسى بلغ منه مبلغًا حتى وصل إلى حالة صحية متردية جدًا؛ وأثناء اكتئابه، اعتاد على السير بجوار ينبوع من الماء، حيث يتأمل انعكاسه في الماء ويتأمل نفسه وهيئته الهزيلة والضعيفة. ووفقًا للأساطير، سُمِّي هذا الينبوع ب«ينبوع التأمل». ويوجد حاليًا ينبوع عند منحدر التل في زيانبنجلابنج فيما يُسمَّى بـمقاطعة زيجوي في منطقة هوباي، وهو يُعتبر الينبوع الأصلي من زمن كيو.
في عام 278 قبل الميلاد، علم كيو أن الجنرال باي كي (Bai Qi) من دولة كين قام بالاستيلاء على عاصمة بلده يينج، وعندها يُقال أنه كتب قصيدة رثاء طويلة اسمها «رثاء يينج»، واجتاز بعدها نهر ميلو في المنطقة المعروفة حاليًا بـهونان وهو يحمل حجرًا عازمًا على الـانتحار كشكل من أشكال الاحتجاج على فساد عصره.

## التأثير
يُعتبر كيو يوان أول كاتب شعر في الصين يقترن اسمه بأعماله، حيث إن الأعمال الشعرية لم تكن تُنسَب لمؤلفين معينين قبل ذلك الوقت. كما يُعد أول من اخترع أسلوب الـساو (sao)، الذي سُمِّي على اسم عمله لي ساو (Li Sao)، حيث ترك الأشعار التي تتكون من أربعة مقاطع والتي استُخدمت في قصائد شي جينج (Shi Jing) واتخذ الأشعار ذات الأطوال المختلفة. فأنتج قصائد بها إيقاع وحيز أكبر للتعبير. كما يُعد كيو يوان أيضًا واحدًا من أبرز رموز الـرومانسية في الأدب الصيني الكلاسيكي، وأثرت روائعه في بعضٍ من أكبر الشعراء الرومانسيين في مملكة تانج مثل: لي باي (Li Bai). وفي عهد مملكة هان، أصبح كيو يوان مثالاً بطوليًا لكيف يمكن أن يتعامل الباحث والمسؤول الذي حُرِم من الاهتمام الشعبي الملائم لقيمته.

### Chuci
كانت شو تقع في ما تُعرف اليوم بمنطقة نهر يانغتسي في الصين الوسطى. في ذلك الوقت، مثلت شو الحدود الجنوبية للمنطقة الثقافية الصينية، وقد كانت جزءًا من كلٍ من مملكة شانغ وأسرة زو لفترة من الزمن، وبالرغم من ذلك، احتفظت ثقافة شو أيضًا بسمات معينة للتقاليد المحلية، مثل: الـشامانية، والتي يتضح تأثيرها من خلال Chuci.
قام وانج يي (تُوفِّي في 158 قبل الميلاد) بتجميع الChuci وشرحها، وهو مصدر نقل تلك القصائد وأي معلومات موثوقة عنها للأزمان التالية؛ ومن ثمَّ يظل الدور الذي لعبه كيو يوان في التأليف، والتحرير، أو التنقيح غير واضح. تُعد قصائد Chuci هامة لكونها ممهدة لـأسلوب فو في أدب مملكة هان. وقد قدمت الChuci، بصفتها حافظة للأدب القديم، معلومات قيمة للأبحاث اللغوية في تاريخ اللغة الصينية، من شن دي (Chen Di).

### وطنيته
يُعتبر كيو يوان مثالاً عظيمًا للوطنية في الصين. فقد شكلت مثاليته الاجتماعية وبطولته الثابتة نموذجًا للمفكرين الصينيين إلى يومنا هذا، وخاصةً بعد تأسيس الصين الجديدة في عام 1949. فمثلاً، أصدرت الصين في خمسينيات القرن العشرين طابعًا بريديًا يحمل شبهًا لكيو يوان.

### ميوله الجنسية
في عام 1944، نشر الباحث صن سيزو عملاً يذكر فيه أن كيو يوان كانت لديه ميول تجاه الملك.[بحاجة لمصدر] واستشهد صن بشعر كيو يوان ليدلل على زعمه. حيث يحتوي أهم أعمال كيو يوان، لي ساو (Li Sao) (ألم الفراق)، على وصفٍ لرجل جميل (美人 بينيين: měirén، أو شخص جميل). وهي كلمة استخدمها ليصف الملك وكانت النساء تستخدمها في ذلك الوقت لوصف محبيهم. وبالرغم من ذلك، هوجِمت تلك الفكرة، حيث إن كلمة 美人 meiren استُخدمت بشكل كبير في الشعر الصيني الكلاسيكي.

## الفلكلور وراء مهرجان دوان وو (مهرجان قوارب التنين)

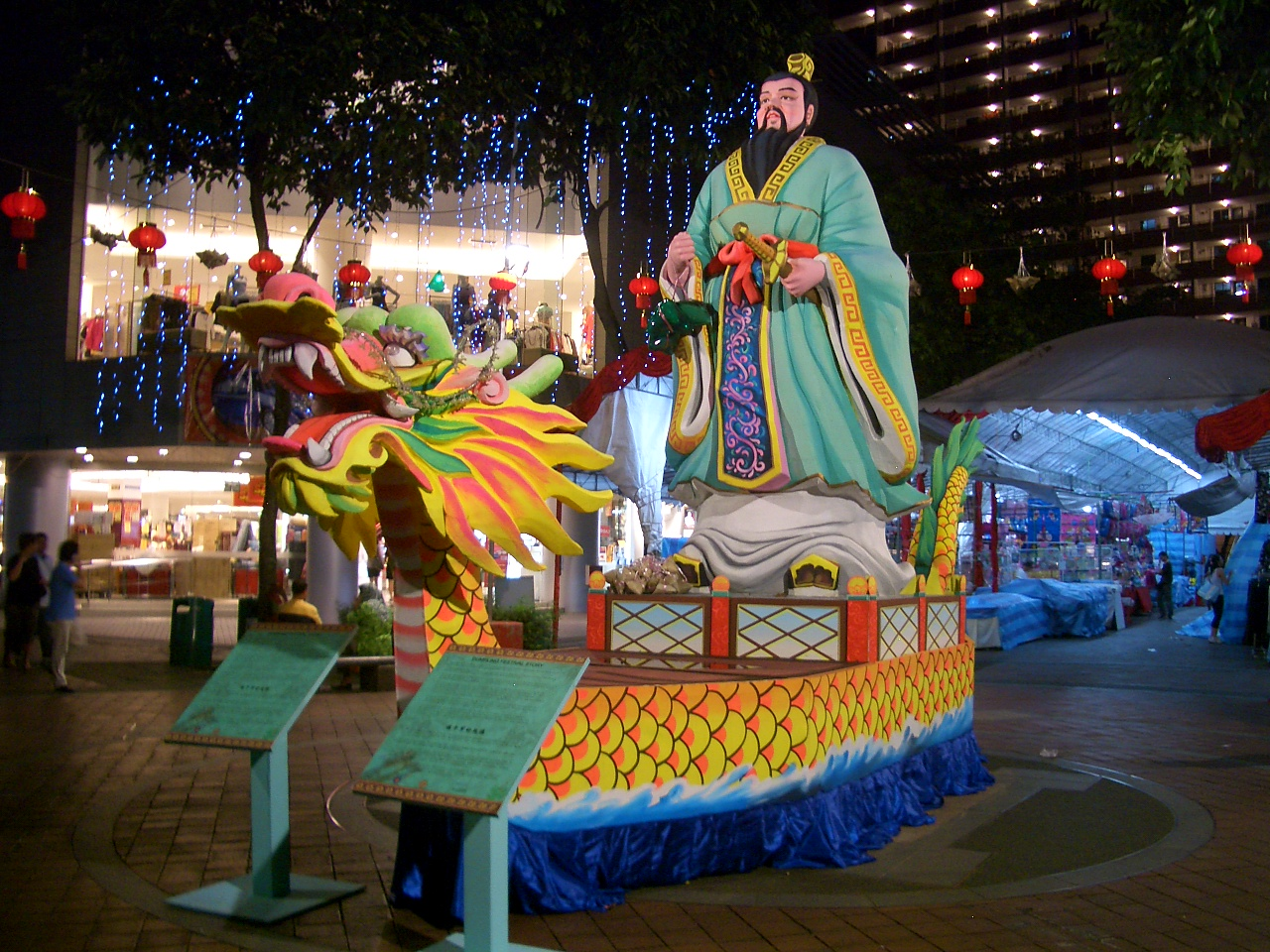
تبدو شعبية كيو يوان واضحة في تصويره على قارب التنين، في واحد من شوارع سنغافورة. عرض لـمهرجان قوارب التنين (الذي يُعرف أيضًا بمهرجان قوارب التنين الخامس).

تقول الأساطير بأن الفلاحين يحملون الزلابية وينطلقون بقواربهم حتى وسط النهر ويحاولون محاولة يائسة لإنقاذ كيو يوان بعد أن أغرق نفسه في نهر ميلو، ولكنهم تأخروا كثيرًا. وبالرغم من ذلك، يضربون على الطبول ويثيرون الماء بمجاديفهم لكي يبعدوا السمك والأرواح الشريرة عن جسده، كما يلقون الأرز في المياه كطعام مُقدم لروح كيو يوان وليبعدوا السمك عن جسده. ولكن، في وقت متأخر ذات ليلة، ظهر كيو يوان أمام أصدقائه وأخبرهم بأنه مات لأنه أغرق نفسه في النهر. ثم طلب من أصدقائه أن يلفوا الأرز في حزم ذات ثلاثة أركان من الـحرير ليقوه من التنين.

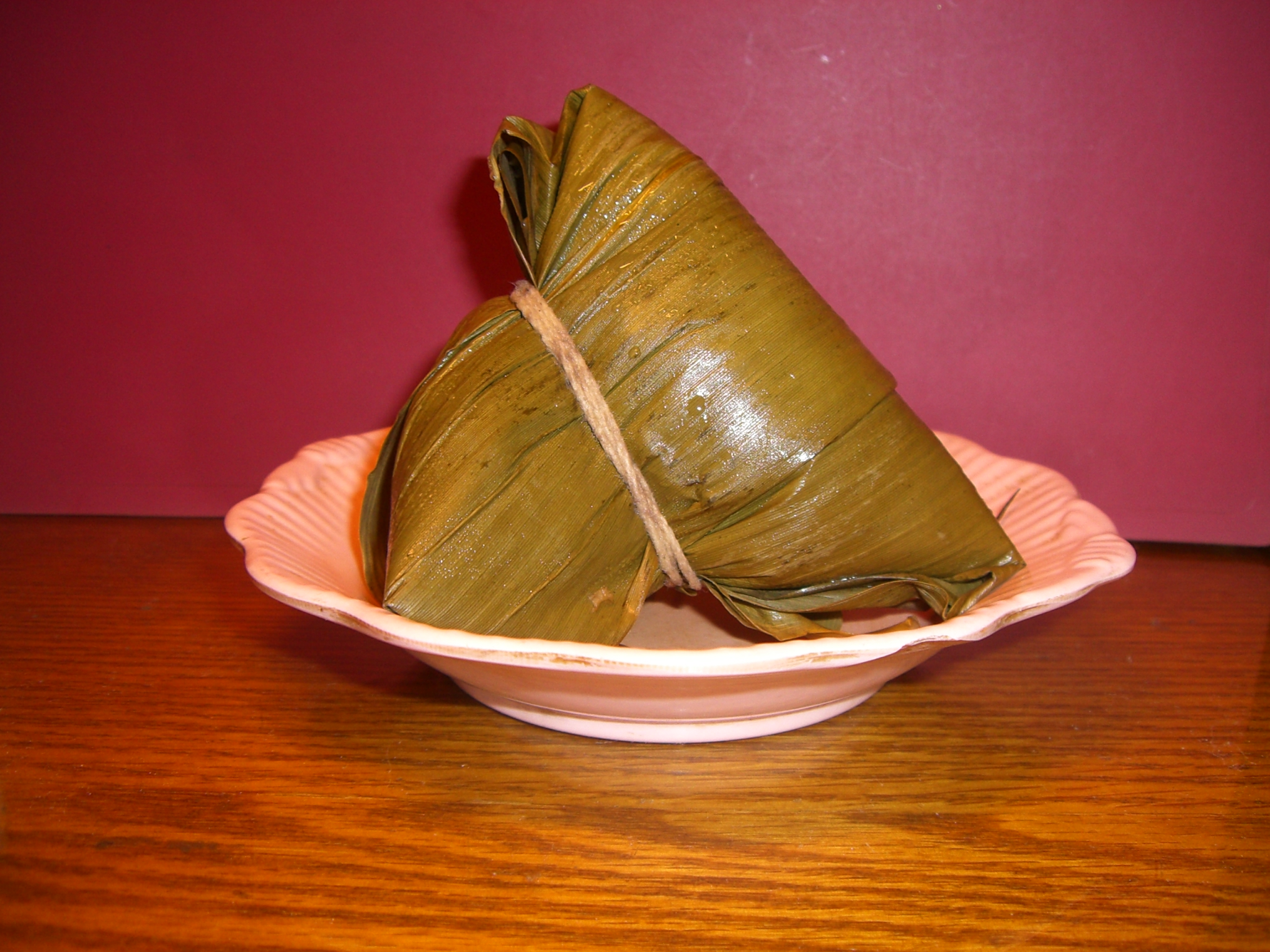
الزوزنجي ملفوفة بالأوراق

لقد أصبحت هذه اللفائف هي الأكلة التقليدية المعروفة بالـزونجزي (zòngzi)، على الرغم من أن كميات الأرز يتم لفها حاليًا في أوراق القصب بدلاً من الحرير. وأصبح فعل التسابق بالقوارب من أجل البحث عن جسده بالتدريج هو التقليد الثقافي لسباق قوارب التنين، الذي يُقام في ذكرى وفاته من كل عام. واليوم، لا يزال الناس يأكلون الـزونجزي ويشاركون في سباقات قوارب التنين لإحياء ذكرى تضحية كيو يوان في دوان وو، في اليوم الخامس من الشهر القمري الخامس في التقويم الصيني. كما تحتفل البلاد المحيطة بالصين، مثل: فيتنام وكوريا، بهذا المهرجان كجزء من عملية المشاركة الثقافية مع الصين.

## كتابات أخرى
- Hawkes، David (1959). Ch'u tz'u: The Songs of the South, an Ancient Chinese Anthology. Oxford: Clarendon Press.
- Hawkes، David (1974). "The Quest of the Goddess". Studies in Chinese Literary Genres. Berkeley: University of California Press.
- Schneider، Laurence A. (1980). A Madman of Ch'u: The Chinese Myth of Loyalty and Dissent. Berkeley: University of California Press.
- Ssuma Ch'ien (1993). Records of the grand historian (ط. Rev.). New York: Columbia Univ. Press. ISBN:0-231-08164-2.
- Waley، Arthur (1973). The nine songs; a study of shamanism in ancient China. San Francisco: City Lights Books. ISBN:0-87286-075-2.
- Watson، Burton (1962). Early Chinese Literature. New York: Columbia University Press.

## وصلات خارجية
- "Qu Yuan (Chu Yuan), the great poet"
- "This article has photos of Qu Yuan's hometown before it was submerged by the dams project"
- "The Dragon Boat Festival" (article reproduced from Volume 1, number 2 of the newsletter of Families with Children from China of the San Francisco Bay Area)